# 糙叶铁梗报春
糙叶铁梗报春（学名：Primula sinolisteri var. aspera）为报春花科报春花属下的一个变种。

## 扩展阅读
- 維基物種上的相關：糙叶铁梗报春